# 兰干镇 (喀什市)
兰干镇，是中华人民共和国新疆维吾尔自治区喀什地区疏附县下辖的一个乡镇级行政单位。
2012年，新疆维吾尔自治区人民政府批复同意撤销兰干乡建制，设立兰干镇。
2024年，经自治区人民政府下发《关于同意喀什地区调整喀什市与疏附县疏勒县行政区划的批复》（新政函〔2024〕134号）同意疏附县疏勒县部分区域划入喀什市管辖。

## 行政区划
兰干镇下辖以下地区：
。